# Bầu cử lập pháp Pháp tháng 11 năm 1946
Một cuộc bầu cử lập pháp đã diễn ra vào ngày 10 tháng 11 năm 1946 ở Pháp để bầu ra Quốc hội đầu tiên của đệ tứ Cộng hòa. Cuộc bầu cử áp dụng thể thức đại diện tỷ lệ.
Sau khi dự thảo hiến pháp bị từ chối trong cuộc trưng cầu dân ý tháng 5 năm 1946, một quốc hội lâm thời được bầu để soạn ra dự thảo thứ hai. Lãnh đạo dân chủ Cơ đốc giáo Georges Bidault (Phong trào Cộng hòa Nhân dân, MRP) đứng đầu một chính phủ bao gồm những người xã hội chủ nghĩa (Chi bộ Pháp của Quốc tế Công nhân, SFIO), Cộng sản (PCF). Liên minh ba đảng này đề xuất một hệ thống đại nghị.
Ủng hộ tổng thống chế, tướng Charles de Gaulle vận động bỏ phiếu "Không". Ông cảnh báo chống lại "chế độ đảng phái", mà theo ông, là nguyên nhân cho thảm họa 1940. Tập hợp Cộng hòa Tả khuynh (liên minh bầu cử do đảng Cấp tiến thống trị) và Hữu khuynh cổ điển cũng vận động bỏ phiếu "Không", vì phản đối thay đổi hiến pháp cùng chính sách kinh tế của liên minh ba đảng. Bất chấp những điều trên, dự thảo thứ hai vẫn được chấp thuận bởi trưng cầu dân ý tháng 10.
Cử tri Pháp cũng bầu ra Quốc hội đầu tiên của nền cộng hòa mới. Liên minh ba đảng có được một đa số dễ dàng. PCF tiếp tục là đảng lớn nhất trước bất lợi của những người dân chủ Cơ đốc giáo, đây là kết quả tốt nhất trong lịch sử của đảng này. Phiếu bầu của MRP và SFIO giảm nhẹ.
Hậu bầu cử, lãnh đạo PCF Maurice Thorez đề nghị dẫn dắt chính phủ, nhưng những đồng minh của ông phản đối. Cuối cùng, cựu lãnh đạo SFIO Léon Blum đứng đầu nội các. Hơn nữa, Vincent Auriol, một người Xã hội chủ nghĩa, được bầu làm tổng thống Pháp. SFIO được hưởng lợi nhờ vị trí trung tâm trong liên minh nắm quyền. Tuy nhiên, liên minh tan vỡ do các cuộc đình công năm 1947 và chiến tranh lạnh bắt đầu. Các bộ trưởng Cộng sản bị thủ tướng Xã hội chủ nghĩa Paul Ramadier bãi nhiệm. SFIO, MRP, phái Cấp tiến cùng phái Hữu khuynh cổ điển liên minh thành lực lượng thứ ba, chống lại Cộng sản và cả phái Gaullist.

## Kết quả
| Đảng                         | Đảng                                | Phiếu bầu  | %      | Ghế |
| ---------------------------- | ----------------------------------- | ---------- | ------ | --- |
|                              | Đảng Cộng sản Pháp                  | 5.489.288  | 28.59  | 166 |
|                              | Mặt trận Cộng hòa Nhân dân          | 5.058.307  | 26.34  | 158 |
|                              | Chi bộ Pháp của Quốc tế Công nhân   | 3.431.954  | 17.87  | 90  |
|                              | Bảo thủ (Liên hiệp Dân chủ Cộng hòa | 2.465.526  | 12.84  | 70  |
|                              | Cấp tiến (RS–RG–IG–PRRS–RGR)        | 2.381.385  | 12.40  | 55  |
|                              | Gaullist                            | 312.632    | 1.63   | 5   |
|                              | Khác                                | 63.979     | 0.33   | 0   |
| Tổng cộng                    | Tổng cộng                           | 19.203.071 | 100.00 | 544 |
|                              |                                     |            |        |     |
| Phiếu bầu hợp lệ             | Phiếu bầu hợp lệ                    | 19.203.071 | 98.15  |     |
| Phiếu bầu không hợp lệ/trống | Phiếu bầu không hợp lệ/trống        | 362.672    | 1.85   |     |
| Tổng cộng phiếu bầu          | Tổng cộng phiếu bầu                 | 19.565.743 | 100.00 |     |
| Cử tri phiếu bầu đã đăng ký  | Cử tri phiếu bầu đã đăng ký         | 25.052.523 | 78.10  |     |
| Nguồn: Nohlen & Stöver       |                                     |            |        |     |